# 德雷诺
德雷诺（德語：Drehnow）是德国勃兰登堡州的市镇，隶属于施普雷-奈瑟县，总面积为10.95平方千米，截至2023年12月31日总人口为502人。